# Pervomaiski (Oktiabrski, Krasnoarméiskaya, Krasnodar)
Pervomaiski (del ruso: Первомайский) es un posiólok del raión de Krasnoarméiskaya del krai de Krasnodar, en Rusia. Está situado en la orilla derecha del Kubán, frente a Necháyevski y junto al Bosque Rojo del Kubán, 16 km al sudeste de Poltávskaya y 59 km al noroeste de Krasnodar. Tenía 1 035 habitantes en 2010
Pertenece al municipio Oktiábrskoye.